# Trestní řád (Československo, 1961)
Trestní řád (ve zkratce TrŘ nebo tr. ř.) je zkrácené označení pro zákon č. 141/1961 Sb., o trestním řízení soudním (trestní řád). Jde o zákoník trestního práva procesního, který uceleným způsobem upravuje normy trestního řízení. Tímto právním předpisem se zejména vymezuje postup a činnost orgánů činných v trestním řízení při zjišťování trestných činů, jejich pachatelů a potrestání těchto pachatelů. Zákon také stanoví práva a povinnosti osoby, proti které se řízení vede, a dalších osob zúčastněných na řízení (svědci, obhájci, znalci, tlumočníci apod.).
Původní podoba trestního řádu byla mnohokrát měněna a upravována pozdějšími zákony, od roku 1961 do listopadu 1989 bylo pouze devět novelizací, v následujícím období do konce roku 2019 už ale bylo vydáno dalších 99 novelizačních zákonů a do textu zákona rovněž desetkrát zasáhl svými nálezy Ústavní soud. A zatímco původní trestní zákon z roku 1961 byl v roce 2010 zrušen a nahrazen novým trestním zákoníkem, trestní řád zůstal platným pramenem českého trestního práva.

## Systematika zákona
Český trestní řád se člení na pět částí:
1. Společná ustanovení – vymezuje účel zákona, základní zásady trestního řízení, práva a povinnosti osob zúčastněných na řízení, obecné záležitosti úkonů trestního řízení, postup při zajišťování osob a věcí, postup při dokazování, způsoby rozhodování
2. Přípravné řízení – upravuje postup před zahájením trestního stíhání, vyšetřování, rozhodování v přípravném řízení a dozor státního zástupce nad zachováváním zákonnosti v přípravném řízení
3. Řízení před soudem – týká se stadií předběžného projednání obžaloby, hlavního líčení, řízení o řádných i mimořádných opravných prostředcích a výkonu trestů a ochranných opatření
4. Některé úkony souvisící s trestním řízením – obsahuje úpravu řízení v případě milosti a amnestie, dále upravuje právní styk s cizinou
5. Přechodná a závěrečná ustanovení